# Grinnell (Iowa)
Grinnell es una ciudad ubicada en el condado de Poweshiek en el estado estadounidense de Iowa. En el Censo de 2010 tenía una población de 9218 habitantes y una densidad poblacional de 631,49 personas por km². La ciudad alberga el reconocido Grinnell College.

## Geografía
Grinnell se encuentra ubicada en las coordenadas 41°44′17″N 92°43′30″O / 41.73806, -92.72500. Según la Oficina del Censo de los Estados Unidos, Grinnell tiene una superficie total de 14.6 km², de la cual 14.49 km² corresponden a tierra firme y (0.73%) 0.11 km² es agua.

## Demografía
Según el censo de 2010, había 9218 personas residiendo en Grinnell. La densidad de población era de 631,49 hab./km². De los 9218 habitantes, Grinnell estaba compuesto por el 91.86% blancos, el 1.97% eran afroamericanos, el 0.33% eran amerindios, el 2.67% eran asiáticos, el 0.23% eran isleños del Pacífico, el 0.81% eran de otras razas y el 2.13% pertenecían a dos o más razas. Del total de la población el 3.17% eran hispanos o latinos de cualquier raza.